# جلال عبد الرحمن
جلال عبد الرحمن مواليد 6 مايو 1944 في العراق، هو لاعب كرة قدم عراقي سابق كان يلعب كحارس مرمى. مثل منتخب العراق لكرة القدم. شارك مع منتخب بلاده في كأس آسيا 1976. وكانت مشاركته الأولى مع منتخب العراق في تصفيات كأس العالم 1974. 
لعب جلال مع المنتخب الوطني بين عام 1970 وعام 1976.